# 관의
관의는 관우의 아버지이다.
관우의 조부(할아버지)는 관심(關審)이며 자는 문지(問之), 호는 반석(磐石)이다. 90년(후한 화제 영원 2년 경인년) 생으로 해주 보지리 상평촌(解州 寶池里 常平村)에 거주했으며 항상 『역(易)』,『춘추(春秋)』등의 책을 자식에게 가르쳤다. 157년(후한 환제 영수 2년 정유년)에 68세로 세상을 떠났다.
관우의 부친은 관의(關毅) 자는 도원(道遠)이며 아버지 관심이 세상을 떠나자 부친의 묘소에서 3년상을 치렀다. 관의의 3년상이 거의 끝나갈 무렵인 160년(후한 환제 연희 3년 경자년) 음력 6월 24일에 드디어 그의 아들 관우가 태어났다.
관우는 성장하여 호씨(胡氏)와 혼인하였고 178년(영제 광화 원년 무오년) 음력 5월 13일에 그의 첫 아들 관평(關平)을 얻었다. 관평은 소설 삼국지연의에서와는 달리 본래 관우의 친아들이자 그의 장남이다.